# Papagos
Papagos (gr. Παπάγος) – miasto w Grecji, w administracji zdecentralizowanej Attyka, w regionie Attyka, w jednostce regionalnej Ateny-Sektor Północny, w gminie Papagos-Cholargos. W 2011 roku liczyło 13 699 mieszkańców. Położone w granicach Wielkich Aten.